# Раздолье (Синельниковский район)
Раздолье (укр. Роздолля) — село,
Раздоровский поселковый совет,
Синельниковский район,
Днепропетровская область,
Украина.
Код КОАТУУ — 1224855608. Население по переписи 2001 года составляло 163 человека.

## Географическое положение
Село Раздолье находится на левом берегу реки Средняя Терса,
выше по течению на расстоянии в 2 км расположено село Запорожье-Грудоватое,
ниже по течению на расстоянии в 0,5 км расположено село Нововознесенка.